# Google Wallet
Google Wallet (hay gọi tắt là Wallet, tạm dịch Ví Google) là một nền tảng ví điện tử được phát triển bởi Google trên hệ điều hành Android và Wear OS. Dự án đã được công bố vào ngày 11 tháng 5 năm 2022, tại bài phát biểu quan trọng của Google I/O năm 2022. Phiên bản đầu tiên đã được ra mắt trên điện thoại thông minh Android vào ngày 18 tháng 7, cùng tồn tại với ứng dụng Google Pay 2020 và thay thế ứng dụng 2018.

## Lịch sử
Tên thương hiệu "Google Wallet" lần đầu tiên được sử dụng cho hệ thống thanh toán di động cùng tên của công ty, được giới thiệu vào năm 2011 trước khi được hợp nhất với Android Pay thành một ứng dụng mới có tên Google Pay vào năm 2018. Ứng dụng Wallet cũ, với các chức năng bị xuống cấp thành dịch vụ thanh toán ngang hàng, đã được đổi tên thành Google Pay Send trước khi bị ngừng hoạt động vào năm 2020. Vào năm 2020, ứng dụng Google Pay đã trải qua một đợt thiết kế lại toàn bộ dựa trên ứng dụng Tez và tập trung vào thị trường Ấn Độ của Google, mở rộng thành một ứng dụng tài chính dành cho cá nhân. Sau đó, ứng dụng này đã thay thế ứng dụng Tez trên CH Play, trong khi ứng dụng Google Pay 2018 tiếp tục cùng tồn tại dưới dạng một ứng dụng riêng biệt, được cài đặt sẵn trên điện thoại thông minh Android.

Các ứng dụng thanh toán khác nhau của Google qua các năm và tên gọi của nó.

### Google Wallet (2011) được ra mắt
Google đã giới thiệu phiên bản gốc của ứng dụng Google Wallet tại một cuộc họp báo vào ngày 26 tháng 5 năm 2011. Ứng dụng đầu tiên chỉ được phát hành ở Hoa Kỳ vào ngày 19 tháng 9 năm 2011. Ban đầu, ứng dụng này chỉ hỗ trợ thẻ Mastercard do Citibank phát hành.
Vào ngày 15 tháng 5 năm 2013, Google đã công bố việc tích hợp Google Wallet và Gmail, cho phép người dùng gửi tiền thông qua tệp đính kèm Gmail. Mặc dù Google Wallet chỉ khả dụng ở Hoa Kỳ, nhưng tích hợp Gmail đã khả dụng ở Hoa Kỳ và Vương quốc Anh.
Vào năm 2015, thẻ Google Wallet vật lý đã được ra mắt dưới dạng tùy chọn khác cho ứng họ. Thẻ này cho phép người dùng mua hàng tại điểm bán hàng (cửa hàng trực tiếp hoặc trực tuyến) rút tiền từ: tài khoản Google Wallet, tài khoản thẻ ghi nợ được tích hợp hoặc tài khoản ngân hàng. Thẻ này cũng có thể được sử dụng rút tiền mặt tại các máy ATM mà không tính phí liên quan đến Google. Ngoài ra, còn có thể được sử dụng như thẻ ghi nợ cho hầu hết mọi mục đích, bao gồm cả việc thuê xe hơi. Tuy nhiên, đến ngày 30 tháng 6 năm 2016, thẻ Wallet đã ngừng hoạt động và được thay thế bằng Android Pay.
Phiên bản gốc của Google Wallet cho phép người dùng thực hiện mua hàng tại điểm bán hàng bằng thiết bị di động qua công nghệ kết nối trường gần (NFC). Tuy nhiên, kể từ tháng 9 năm 2015, Google đã loại bỏ NFC khỏi Google Wallet, chỉ cung cấp công nghệ đó thông qua Android Pay, một ứng dụng riêng biệt chỉ dành cho người dùng Android. Do đó, mọi thẻ quà tặng, chương trình khách hàng thân thiết và khuyến mại được lưu trữ trong phiên bản Google Wallet cũ hơn đều không thể sử dụng được nữa.

### Android Pay được ra mắt

Logo của Android Pay cũ.

Tại Google I/O năm 2015, dịch Android Pay đã chính thức được ra mắt. Android Pay là sự kế thừa và được xây dựng trên cơ sở do Google Wallet thiết lập vào năm 2011. Nó cũng sử dụng công nghệ từ Softcard do nhà mạng hỗ trợ — Google đã mua sở hữu trí tuệ của Softcard vào tháng 2 năm 2015. Khi ra mắt, dịch vụ tương thích với 70% thiết bị Android và được hơn 700.000 đơn vị bán hàng tại Hoa Kỳ chấp nhận. Google Wallet cũ vẫn hỗ trợ mua hàng trên CH Play dựa trên web và một số thanh toán ngang hàng trên ứng dụng.
Vào năm 2016, Google đã bắt đầu thử nghiệm công khai ở Thung lũng Silicon một ứng dụng di động có liên quan có tên là Hands Free. Ở ứng dụng này, khách hàng không cần xuất trình điện thoại hay thẻ. Thay vào đó, khách hàng sẽ chỉ cần thông báo rằng họ muốn "thanh toán bằng Google" và cung cấp tên viết tắt cho nhân viên thu ngân, nhân viên này sẽ xác minh danh tính của khách hàng bằng ảnh đã tải lên hệ thống trước đó. Điện thoại của khách hàng sẽ chỉ cho phép thanh toán nếu hệ thống định vị của nhận định bản thân đang nằm gần cửa hàng đó.
Vào ngày 18 tháng 9 năm 2017, Google đã ra mắt ứng dụng thanh toán ở Ấn Độ có tên là Tez, sử dụng Giao diện thanh toán hợp nhất (UPI). Vào ngày 28 tháng 8 năm 2018, Google đã đổi tên thương hiệu Tez thành Google Pay.

### Android Pay và Google Wallet sáp nhập Google Pay

Biểu tượng chấp nhận thanh toán Google Pay.

Vào ngày 8 tháng 1 năm 2018, Google đã thông báo rằng Google Wallet sẽ được hợp nhất vào Android Pay, với toàn bộ dịch vụ được đổi tên thành Google Pay. Sự hợp nhất này mở rộng nền tảng thành các khoản thanh toán dựa trên web được tích hợp vào các dịch vụ khác của Google và bên thứ ba. Đồng thời, cũng tiếp quản tính năng tự động điền của Google Chrome. Google Pay áp dụng các tính năng của cả Android Pay và Google Wallet thông qua các dịch vụ thanh toán trực tuyến, trực tiếp và ngang hàng.
Việc đổi thương hiệu bắt đầu được triển khai dưới dạng bản cập nhật cho ứng dụng Android Pay vào ngày 20 tháng 2 năm 2018; ứng dụng đã yêu cầu cập nhật và hiển thị danh sách các cửa hàng lân cận được cá nhân hóa hỗ trợ Google Pay. Dịch vụ sau khi chuyển đổi đã cung cấp API mới cho phép người bán thêm dịch vụ thanh toán vào các trang web, ứng dụng, Stripe, Braintree và Trợ lý Google. Dịch vụ này cho phép người dùng sử dụng thẻ thanh toán mà họ có trong hồ sơ tài khoản Google của mình.

### Google Pay trở thành Google Wallet (2022)
Vào tháng 1 năm 2022, Bloomberg News đưa tin rằng công ty đang lên kế hoạch biến Google Pay thành một "ví kỹ thuật số toàn diện", sau báo cáo về sự tăng trưởng chậm của ứng dụng và việc ngừng hoạt động của Plex. Vào tháng 4, có thông tin cho rằng Google đang lên kế hoạch hồi sinh thương hiệu "Google Wallet" trong một ứng dụng hoặc giao diện mới và được tích hợp với Google Pay. Google chính thức công bố Google Wallet vào ngày 11 tháng 5 năm 2022, tại bài phát biểu quan trọng của Google I/O năm 2022. Ứng dụng bắt đầu ra mắt trên hệ điều hành Android vào ngày 18 tháng 7, thay thế ứng dụng năm 2018 và cùng tồn tại với ứng dụng Google Pay năm 2020 tại Hoa Kỳ. Mặc dù bản thân tên ứng dụng đã được thay đổi từ Google Pay thành Google Wallet, nhưng tên dịch vụ thực sự thanh toán cho mọi thứ trực tuyến hoặc tại cửa hàng vẫn là "Google Pay".

## Đặc trưng
Google Wallet cho phép người dùng lưu trữ thẻ thanh toán để sử dụng qua Google Pay, cũng như các loại thẻ khác tương tự như thẻ khách hàng thân thiết, chìa khóa kỹ thuật số, thẻ nhận dạng kỹ thuật số, thẻ quá cảnh, vé sự kiện và thẻ sức khỏe.
Mặc dù các phiên bản Wallet dành cho Wear OS và Android hiện đang bị phân mảnh rất nhiều, nhưng Google đã tuyên bố rằng "mục tiêu dài hạn của họ là tạo ra sự ngang bằng về tính năng trên đồng hồ và điện thoại".

## Hệ sinh thái

Google Wallet được cho là sở hữu kho tàng tính năng đồ sộ, tồn tại trong một hệ sinh thái lớn hơn so với các ví trước đó. Trước tiên, nhà phát triển sẽ được cấp quyền truy cập vào API Google Wallet trước khi họ có thể tạo các mặt hàng đó.
Ở dạng đơn giản nhất, tương tác (hoặc giao dịch) giữa thẻ và hệ thống được hỗ trợ bởi mã 1D hoặc 2D. Thẻ cũng không được chứa gì ngoài các văn bản thuần túy hoặc hình ảnh.
Những phiên bản cao cấp hơn sẽ có kết hợp công nghệ NFC để giao dịch. Kể từ đó, nhiều doanh nghiệp đã tìm thấy cách sử dụng các loại thẻ này, chẳng hạn như bán vé không tiếp xúc tại các địa điểm thể thao và thẻ trò chơi tại Dave & Buster.
Ngoài thẻ dành riêng cho nhà bán lẻ, Google Wallet cũng hỗ trợ mã số sinh viên không tiếp xúc có thể được tích hợp thông qua tài khoản điện tử và ứng dụng CBORD GET dành cho thiết bị di động.

## Hoạt động

### Các quốc gia hỗ trợ

Google Wallet có sẵn - Màu xanh lá: Đang hoạt động; Màu xanh lá nhạt: Sắp ra mắt

Tính đến  tháng 5 năm 2025, Google Wallet đã có mặt trên 146 quốc gia trên thế giới:
- Afghanistan
- Samoa thuộc Mỹ
- Albania
- Andorra
- Angola
- Argentina
- Armenia
- Úc
- Áo
- Azerbaijan
- Bahrain
- Bỉ
- Bénin
- Bermuda
- Bolivia
- Bosna và Hercegovina
- Brasil
- Bulgaria
- Burkina Faso
- Burundi
- Campuchia
- Cameroon
- Canada
- Tchad
- Chile
- Colombia
- Costa Rica
- Croatia
- Quần đảo Cayman
- Síp
- Séc
- Cộng hòa Dân chủ Congo
- Đan Mạch
- Cộng hòa Dominica
- Ecuador
- El Salvador
- Ai Cập
- Estonia
- Eswatini
- Ethiopia
- Quần đảo Faroe
- Fiji
- Phần Lan
- Pháp
- Gabon
- Gambia
- Gruzia
- Đức
- Ghana
- Gibraltar
- Hy Lạp
- Greenland
- Guatemala
- Guernsey
- Guinée
- Guam
- Guyana
- Haiti
- Honduras
- Hồng Kông
- Hungary
- Iceland
- Ấn Độ
- Indonesia
- Iraq*
- Ireland
- Đảo Man
- Israel*
- Ý
- Bờ Biển Ngà*
- Jamaica*
- Nhật Bản
- Jordan
- Kazakhstan*
- Kosovo
- Kuwait
- Kyrgyzstan*
- Lào*
- Latvia
- Lesotho*
- Liberia*
- Liechtenstein
- Litva
- Luxembourg
- Ma Cao*
- Madagascar*
- Malawi*
- Malaysia
- Mali*
- Malta
- Mauritanie*
- Mauritius*
- México
- Moldova*
- Monaco
- Mông Cổ*
- Montenegro
- Quần đảo Bắc Mariana
- Maroc
- Mozambique*
- Namibia*
- Nepal*
- Hà Lan
- New Zealand
- Nicaragua
- Niger*
- Nigeria*
- Na Uy
- Bắc Macedonia
- Pakistan
- Puerto Rico
- Palestine*
- Panamá
- Papua New Guinea*
- Paraguay
- Perú
- Ba Lan
- Bồ Đào Nha
- Qatar
- Cộng hoà Congo*
- Réunion*
- România
- Rwanda*
- San Marino
- Sénégal*
- Serbia*
- Sierra Leone*
- Singapore
- Slovakia
- Slovenia
- Somalia*
- Nam Phi
- Tây Ban Nha
- Thụy Điển
- Thụy Sĩ
- Đài Loan
- Tajikistan
- Tanzania*
- Thái Lan
- Togo*
- Uganda*
- Ukraina*
- UAE
- Anh Quốc
- Hoa Kỳ
- Uruguay*
- Venezuela*
- Việt Nam*
- Yemen*
- Zambia*
- Zimbabwe*

#### Sắp ra mắt
- Oman
- Ả Rập Xê Út
- Hàn Quốc

### Mạng lưới hỗ trợ
- Visa / Visa Debit / Visa electron
- Mastercard / Debit Mastercard
- American Express
- Discover
- Diners Club
- JCB
- Maestro
- PayPal tại Hoa Kỳ, Đức
- EFTPOS tại Úc
- Interac tại Canada

#### Việt Nam
| Ngân hàng                                                        | Thẻ hỗ trợ                         | Thẻ không hỗ trợ |
| ---------------------------------------------------------------- | ---------------------------------- | ---------------- |
| Ngân hàng thương mại cổ phần Á Châu (ACB)                        | Tín dụng Visa và Ghi nợ            |                  |
| Ngân hàng thương mại cổ phần Sài Gòn Thương Tín (Sacombank)      | Tín dụng Visa, Ghi nợ và Trả trước |                  |
| Ngân hàng TNHH MTV Shinhan Việt Nam                              | Tín dụng Visa và Ghi nợ            |                  |
| Ngân hàng Thương mại Cổ phần Tiên Phong (TPBank)                 | Tín dụng Visa và Ghi nợ            |                  |
| Ngân hàng thương mại cổ phần Ngoại thương Việt Nam (Vietcombank) | Tín dụng Visa và Ghi nợ            |                  |
| Ngân hàng Thương mại cổ phần Việt Nam Thịnh Vượng (VPBank)       | Tín dụng Visa và Ghi nợ            |                  |
| Ngân hàng Thương mại cổ phần Kỹ Thương Việt Nam (TCB)            | Tín dụng Visa                      |                  |

### Hỗ trợ chương trình khách hàng thân thiết
Các chương trình hỗ trợ khách hàng thân thiết đều nằm trong chuỗi bán lẻ tại các quốc gia như Úc, Ireland, Nhật Bản, Vương quốc Liên hiệp Anh và Bắc Ireland và Hoa Kỳ.

### Hỗ trợ chìa khóa xe
Pixel 6 và Pixel 7 là những mẫu được hỗ trợ với khả năng mở khóa và khởi động ô tô qua NFC. Các mẫu ô tô trong tương lai hỗ trợ hoạt động qua UWB sẽ yêu cầu có thiết bị tương thích UWB, chẳng hạn như Pixel 6 Pro hay Pixel 7 Pro.

### Hỗ trợ thẻ sinh viên
Hiện tại chỉ xuất hiện tại Hoa Kỳ và vài vùng ở Canada.